# Ricardo Palma

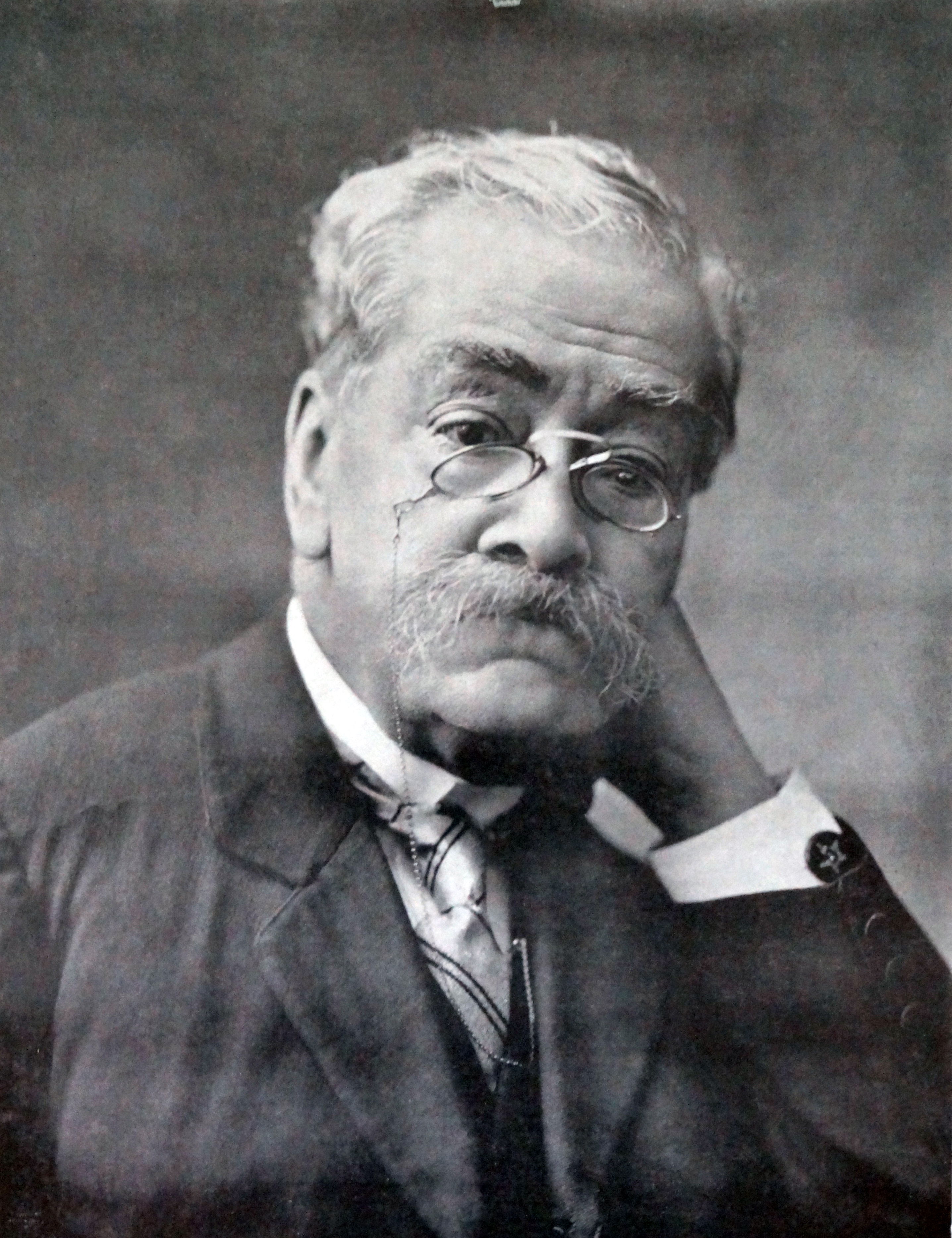
Ricardo Palma

Ricardo Palma, eigentlich Manuel Ricardo Palma, (* 7. Februar 1833 in Lima, Peru; † 6. Oktober 1919 ebenda) war ein peruanischer Schriftsteller und Dichter und gilt als „Schöpfer einer neuen literarischen Gattung“, der so genannten Tradición („Überlieferung“).

## Leben
«Palma es el representante más genuino del carácter peruano, es el escritor represenativo de nuestros criollos.»

„Palma ist der ursprünglichste Vertreter des peruanischen Charakters, der für unsere Kreolen repräsentative Autor schlechthin.“

Ricardo Palma wurde 1833 in Lima, der an der Pazifikküste gelegenen Hauptstadt Perus, geboren. Er stammte aus bescheidenen Verhältnissen und hatte eine unruhige Jugend. Seine Bildung erhielt er unter anderem am 1770 gegründeten Königlichen Konvikt San Carlos in Lima, wobei ihm nachgesagt wird, er habe sich vorwiegend autodidaktisch gebildet. Zudem las er bereits in seiner Jugend spanische, vor allem aber auch französische Romane und Gedichte, was zu jener Zeit nicht ungewöhnlich war. Das 19. Jahrhundert war in Lateinamerika geprägt durch die Unabhängigkeitsbewegungen. In ihrer strikten Ablehnung alles Spanischen interessierten sich die Lateinamerikaner daher vor allem für französische und englische Literatur.
Nach dem Besuch verschiedener höherer Bildungseinrichtungen heuerte er für acht Jahre bei der peruanischen Marine an und diente auf mehreren Schiffen. Er verbrachte allerdings nicht die gesamte Zeit auf dem Meer, sondern blieb auch längere Zeitabschnitte an Land und widmete sich der Schriftstellerei. Bereits sehr früh begann sein literarisches Schaffen. In den 1850er Jahren schrieb er vor allem gefühlsbetonte, melancholische Literatur. Ihre Vorbilder fanden die lateinamerikanischen Dichter in der europäischen Romantik. So wurde auch Palma unter anderem beeinflusst durch die Spanier José de Espronceda, José Zorrilla y Moral und Gustavo Adolfo Bécquer sowie die Franzosen Victor Hugo und Alfred de Musset. Er schloss sich der romantischen Bewegung an und trat in Lima dem Literatenclub „Bohemia Romántica“ bei.
Schon im Alter von 15 Jahren war er Mitarbeiter der Zeitung El Diablo (1848) und später auch von El Burro (1852) geworden. Der Beruf des Journalisten war für viele Autoren dieser Zeit ein Mittel, um schreiben zu können und öffentliches Gehör zu finden. Es war üblich, abwechselnd für verschiedene Presseorgane zu schreiben und sich so einen Namen zu erwerben. Ebendies tat auch Palma, im Laufe seines Lebens schrieb er für mehr als zwölf verschiedene Zeitungen.
Nach seinen Abenteuern auf See wurde Palma auch auf dem politischen Feld aktiv. Die „Revolution“ unter der Führung von Ramón Castilla hatte 1854 erstmals zu einer beginnenden nationalstaatlichen Konsolidierung der noch jungen Republik Peru geführt. Es kam zur Abschaffung der Sklaverei und zur Aufhebung der indianischen Tribute, erste Erfolge des Liberalismus. Dem damaligen Zeitgeist entsprechend war die Mehrheit der lateinamerikanischen Schriftsteller liberal oder radikal eingestellt, viele Autoren hegten politische Ambitionen. Palmas Mitarbeit an der Zeitung El Liberal im Jahr 1858 verwundert somit nicht. Der lateinamerikanische Liberalismus war in seinen Forderungen nach Gleichheit allerdings praktisch ausschließlich an der bürgerlich-elitären, kreolischen Minderheit orientiert, von der die neu entstandenen, von Spanien unabhängigen Republiken regiert wurden. Das gesellschaftliche Leben war durch strikte Trennung der ideologischen Lager sowie im sozialen Bereich zwischen der herrschenden und der dienenden Klasse bestimmt.
Palmas Verwicklungen in politische Streitigkeiten innerhalb der Liberalen führte 1860 dazu, dass er des Landes verwiesen wurde und die Jahre 1860–1863 im Exil in Chile verbrachte. Dies hielt ihn nicht davon ab, bis einschließlich 1863 weiterhin für die politische Zeitschrift La Revista de Lima zu arbeiten, für die er bereits seit 1859 schrieb. Im Exil durchlief er einen intellektuellen Reifungsprozess und bewegte sich weg von der rein gefühlsbetonten Romantik hin zur historistischen Romantik. Seinem großen Interesse für Geschichte konnte er vor allem in den privaten Bibliotheken seiner chilenischen Freunde nachgehen.
Im Jahr 1864 unternahm Palma eine Reise nach Europa. Als großer Liebhaber der französischen Literatur ließ er es sich nicht nehmen, Paris, ein Zentrum künstlerischer Schaffenskraft, sowie auch Venedig zu besuchen. Als er nach Peru zurückkehrte, setzte er seine politische Wirksamkeit fort. 1866 kämpfte er mit dem peruanischen Militär im Spanisch-Südamerikanischen Krieg bei der Verteidigung von Callao gegen die spanischen Truppen. Wenig später, im Jahre 1869, wurde er zum Senator ernannt und erhielt den Posten des persönlichen Sekretärs des peruanischen Staatspräsidenten José Balta. Die Stellung als Staatsbediensteter verbesserte auch sein Prestige als Autor. Allerdings zog er sich ab 1872 – abgeschreckt von den mit dem blutigen Militärputsch gegen den Präsidenten verbundenen Wirren – aus dem aktiven politischen Leben zurück. Seine journalistische Tätigkeit für die liberale Zeitung La Campana und seit 1867 auch für El Constitucional weitete er aus und wurde von 1872 bis 1877 auch Mitarbeiter des El Correo del Perú.

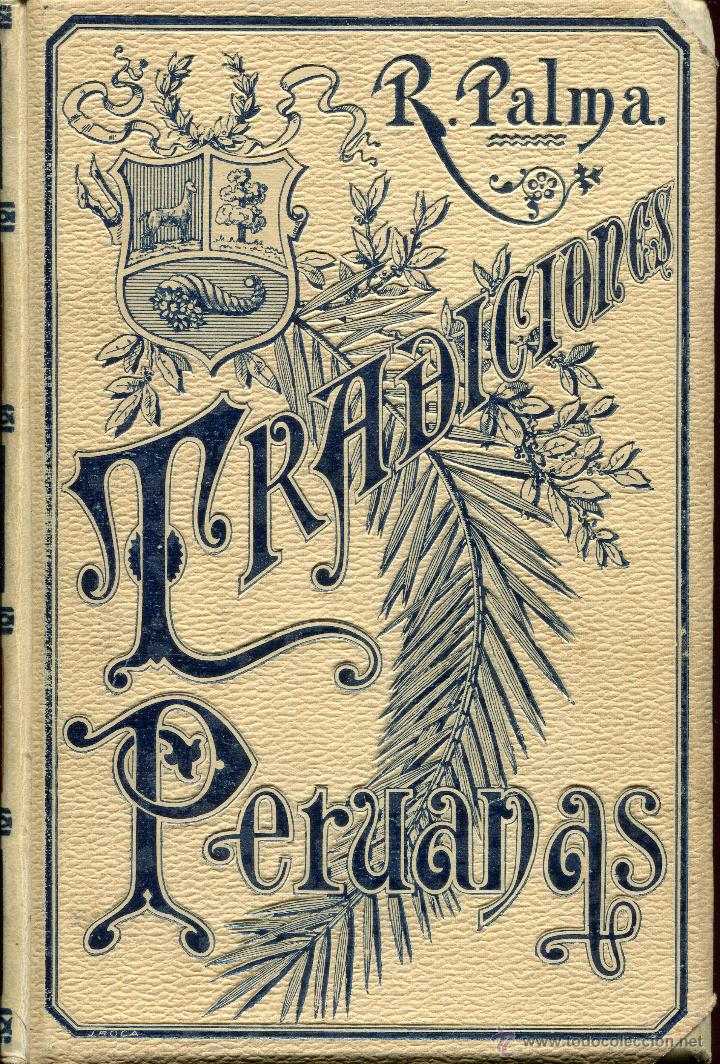
Peruanische Überlieferungen

1872 kam sein Sohn Clemente zur Welt, der später wie sein Vater Schriftsteller und Journalist werden sollte. Das Jahr 1872 bedeutete auch noch aus einem anderen Grund eine wichtige Weichenstellung in Palmas Leben: Es war das Jahr der Veröffentlichung der ersten Serie seiner berühmt gewordenen Tradiciones peruanas („Peruanische Überlieferungen“). Von nun an veröffentlichte Palma mit gewisser Regelmäßigkeit immer wieder neue Geschichten in der von ihm geschaffenen historisch-literarischen Erzählform der Tradiciones in der Presse, vor allem in El Correo del Perú, bei dem er selbst als Redaktionsmitarbeiter tätig war. 1876 heiratete er Cristina Román, mit der er 1878 eine Tochter namens Angélica bekam. Auch sie wurde später wie der Vater Schriftstellerin und entwickelte sich zu einer bekannten Romanautorin. Zu jener Zeit begann Ricardo Palma, wieder für die Zeitung La Broma und ein Jahr später für La Revista Peruana zu schreiben.
Die ersten Tradiciones reflektieren das wachsende Nationalbewusstsein der kreolischen Elite Perus, das für die Entwicklung der Nationalliteraturen grundlegend war. Einen schwerwiegenden Bruch im liberalen Konsens der lateinamerikanischen Republikaner verursachte der Salpeterkrieg mit Chile (1879–1884), der mit einer katastrophalen und demütigenden Niederlage der Peruaner endete (Eroberung der Hauptstadt Lima am 17. Januar 1881). 1881 wurde nicht nur Palmas Haus in Miraflores geplündert, einem Vorort von Lima, sondern auch die Nationalbibliothek Limas. Für den Wiederaufbau der Bibliothek wurde Ricardo Palma 1883 eigens beim Staat angestellt. Er wurde bekannt als bibliotecario mendigo, der „bettelnde Bibliothekar“, da er nahezu keine Gelegenheit ausließ, um vermögende Freunde und Intellektuelle innerhalb und außerhalb Perus anzuschreiben und um Bücherspenden für die Bibliothek zu bitten. Palma wurde damit zum beamteten Literaten, und seine Rolle kam dem europäischen Begriff des „bürgerlichen Dichters“ nahe. Auch neben dieser intensiven Arbeit schrieb er weiterhin für mehrere Zeitungen: Für El Perú Ilustrado war er von 1887 bis 1891 tätig, für El Ateneo 1887, und schließlich arbeitete er 1891 auch für La Ilustración Sudamericana. Den Posten als Direktor der 1884 wiedereröffneten Nationalbibliothek behielt er fast 30 Jahre lang bis 1912. Die mit großer Hingabe wieder aufgebaute und gepflegte Bibliothek ist so selbst zum Bestandteil seines Werkes und Vermächtnisses geworden.
1912 übergab er die Leitung der Nationalbibliothek an Manuel González Prada, einen langjährigen Gegner und scharfen Kritiker Palmas in den Auseinandersetzungen zwischen literarischen Traditionalisten und Modernisten, denen Palmas Schreibweise zu altmodisch und gekünstelt erschien. Ricardo Palma starb am 6. Oktober 1919 in seinem Haus in Miraflores.

## Werk

### Zuordnung und Bedeutung
Cedomil Goic ordnet Ricardo Palma der ab 1867 in Lateinamerika aufkommenden dritten Generation der Romantiker zu. Zu den herausragenden Schriftstellerpersönlichkeiten seiner Zeit gehören unter anderem Alberto Blest Gana (1830–1920) in Chile, Jorge Isaacs (1837–1896) in Kolumbien und Juan Montalvo (1832–1889) in Ecuador. Die Literaten jener Zeit zeichneten sich vor allem durch eine veränderte Einstellung zur Politik aus und brachten ein neues Interesse für die koloniale Vergangenheit mit. Auch Ansätze zu einem gesellschaftskritischen Realismus waren spürbar, die an Honoré de Balzac erinnern. Das Romantische an Palmas Werk sieht Grossmann gerade bei den Tradiciones peruanas in der „Planlosigkeit des Ganzen“. In der Verwendung echter oder fiktiver historischer Dokumente, die Palma in breiter Form praktizierte, sieht Grossmann dagegen einen charakteristischen Zug des literarischen Realismus.
Die Bedeutung Ricardo Palmas für die Literaturgeschichte Lateinamerikas basiert vor allem auf der von ihm neu geschaffenen literarischen Gattung der Tradición. Er sprengte damit den konventionellen Rahmen der zu seiner Zeit bekannten Literaturformen. Während lateinamerikanische Autoren bis dahin durch alle literarischen Epochen mit ihren entsprechenden Gattungen stets den europäischen Vorbildern treu geblieben waren, schuf Ricardo Palma hier etwas völlig Neues, etwas speziell Lateinamerikanisches.

### Werkcharakteristik
Ricardo Palma gilt als Vertreter des literarischen Traditionalismus, der die alte Ordnung trotz seiner liberalen Grundeinstellung schätzt und hoch hält: Er liebt die Vergangenheit, will ihre Werte bewahren und verteidigen und reagiert abwehrend und ungehalten auf Moden und Zeiterscheinungen, die er oft ironisch persifliert und teils auch sehr polemisch angreift. Rubén Bareiro Saguier bezeichnet Palma deshalb als Schöpfer eines „kolonialistischen Mythos“ in der hispanoamerikanischen Literatur, der die „gute alte Zeit“ – das spanische Vizekönigreich – geradezu mutwillig verkläre.
Palmas Stil gilt innerhalb der romantisch-kostumbristischen Prosaliteratur des 19. Jahrhunderts als besonders kunstvoll und erfinderisch, zugleich kreativ, artifiziell und robust, wobei er in seinen Erzählungen stets nach dem „echten“ und „authentischen“ Ausdruck sucht, den er dem „einfachen Volk“ in den Mund legt, um dessen geradliniger und unverblümter Sprechweise ein heroisierendes Denkmal zu setzen. Dazu verwendet er häufig archaisch wirkende sprachliche Mittel, die die Erinnerung an die „alte Zeit“ wachrufen sollen, den Leser aber durch ihr übertriebenes Pathos und die eigenartig damit kontrastierende, brüskierende Schlichtheit auch vor den Kopf stoßen können.
Neben seinen bekannten Tradiciones schrieb er auch feierliche Gedichte, Theaterstücke und historische Essays. Zudem wirkte er mit an der lexikographischen Erarbeitung des Diccionario de peruanismo („Lexikon der peruanischen Redensarten“) von Pedro Paz-Soldán y Unánue, der unter dem Pseudonym „Juan de Arona“ veröffentlichte. Palma übersetzte, wie vor ihm Rodríguez Galván, auch europäische Literatur ins Spanische, so etwa aus dem Französischen Werke von Victor Hugo. Auch der deutschsprachigen Lyrik widmete er sich mit Begeisterung und übersetzte Gedichte von Heine, Uhland, Mörike und Lenau.

### Chronologie
Ricardo Palmas literarisches Schaffen ist sehr umfangreich und begann früh. Im Alter von 18 Jahren schrieb er naive Texte mit traditionellem Hintergrund, die jedoch keine Ähnlichkeit mit seinen späteren Tradiciones hatten; er selber bezeichnete diese Arbeiten auch nie als solche. Es waren romantische Legenden, die sich kaum von den zahlreichen ähnlichen Produktionen jener Zeit abheben. Trotzdem bietet sein erstes Werk Consolación (1851) bereits Aufschlüsse im Hinblick auf seinen künftigen persönlichen Stil. 1855 folgten die Poesías. Auch in frühen Erzählungen wie El virrey de la adivinanza (1860) oder Justos y pecadores (1862) erreichte er noch nicht die präzise und pointierte Kürze seiner späteren Tradiciones. Die 1864 veröffentlichte Erzählung Don Dimas de la Tijereta gilt als modellhaft für die voll entwickelte Erzählform der Tradición: Der historische Inhalt bleibt vordergründig; das Neue liegt in der Art und Weise des Erzählens. Er benutzt eine plastische Sprache mit Ausdrücken, die seine profunde Kenntnis der Umgangssprache der Zeit belegen. In den darauf folgenden Jahren im Exil arbeitete er weiter an seinen 1860 begonnen historischen Projekten. Das Ergebnis dieser Arbeit veröffentlichte er 1863 in Anales de la Inquisición de Lima. Aus dem Wissen, das er sich in den chilenischen Privatbibliotheken angelesen hat, speisten sich viele seiner späteren Tradiciones. 1872 erschien die erste Serie der Tradiciones peruanas. Die zweite folgte 1874; 1875 und 1877 die dritte und vierte; bis 1883 publizierte er zwei weitere Serien. 1889 veröffentlichte er die siebte Serie mit dem selbstironischen Titel Ropa vieja („Altes Zeug“). Zwei Jahre darauf folgte 1891 Ropa apolillada („Aus der Mottenkiste“). Das hierin abgegebene Versprechen, er werde nun keine weiteren Tradiciones mehr schreiben, konnte Palma nicht einhalten. 1899 veröffentlichte er Cachivaches („Gerümpel“), 1900 Tradiciones y artículos históricos („Überlieferungen und historische Aufsätze“), 1906 Últimas tradiciones („Letzte Überlieferungen“) und schließlich 1911 Apéndice a mis últimas tradiciones („Nachtrag zu meinen letzten Überlieferungen“). Die besten Tradiciones sind Oviedo zufolge in den ersten acht Serien zu finden.

## Tradiciones peruanas

### Was ist die Tradición?
Die Tradición, eine Art Kurzgeschichte, wird übersetzt als Überlieferung. Für die im „[…] Überschneidungsgebiet von Wirklichkeit und Fiktion, dokumentarischer Geschichtsschreibung und literarischem Text“ entstandene Erzählgattung gibt es sehr viele Versuche der Definition, allem voran von Ricardo Palma selbst.
Für die Tradición gilt demnach in eigenen Worten von Ricardo Palmas ausgedrückt: „Algo, y aun algos, de mentira y tal cual dosis de verdad, por infinitesimal u homeopática que ella sea, muchísimo de esmero y pulimento en el lenguaje y cata la receta para escribir tradiciones.“
Denn die „Tradición ist nicht das, was man eigentlich unter ‚Geschichte‘ versteht, sondern eine Form der volkstümlichen Erzählung, gerade recht für die Lust des Volkes an erfundenen Geschichten. Die meinen sind gut angekommen, nicht weil sie allzu viel Wahrheit enthielten, sondern weil sie dem Geist und den Ausdrucksmitteln der Vielen entsprechen.“
Eine ähnliche Definition bringt José Miguel Oviedo an, indem er die Tradición als Vermächtnis eines Volkes definiert, wobei dieses prinzipiell immer oral bewahrte Erbe für die Tradición mit den verschiedenen Glauben, der Geschichte und dem eigenen Stil der Phantasie des Volkes verbunden wird.
Die Tradición, im Überschneidungsgebiet der Gattungen entstanden, ist somit, laut José de la Riva Agüero (1905) ein „producto del cruce de la leyenda romántica breve y el artículo de costumbres“. Ein halbes Jahrhundert später drückt es Robert Bazin (1954) noch kürzer aus. Seinen Ansichten nach ist die Tradición die Summe dreier Faktoren: „leyenda romántica, artículo de costumbres y casticismo“.
Indem Palma die Geschichte in Form der Tradición zum Kunstwerk erhebt, so Grossmann, erreiche sie die Ebene der Literatur. Das Besondere liege in der Vereinfachung der Geschichte mit einer zusätzlichen Betonung einzelner Persönlichkeiten, bekannt oder unbekannt. Palma erreiche damit „auf literarischer Ebene eine Art historische Treue höherer Ordnung“. Die Form der Tradición wird somit dem romantischen Historismus zugerechnet.

### Inhalt
In Kindlers Neuem Literaturlexikon werden die Tradiciones peruanas als Klassiker der lateinamerikanischen Literatur bezeichnet. Seine mehr als 500 Skizzen und Kurzerzählungen stellten, kurz gesagt, „ein Bild des peruanischen Volkslebens von den Anfängen der Kolonialzeit bis zur Gegenwart [Palmas]“ dar. Eine nostalgische Note ist in den Tradiciones peruanas nicht zu leugnen, jedoch ist es möglich, mehr in ihnen zu sehen als eine reine Wiederbelebung der Vergangenheit. Denn obwohl sie in ihrer Zeit auf große Gegenliebe stoßen, ist Palmas antiautoritäre und vor allem kritische Art und Weise zu schreiben nur allzu offensichtlich. Wer zwischen den Zeilen liest, kann versteckt hinter der leichten Ironie, dem Humor und Sarkasmus sehen, dass Palma sehr viel daran gelegen war, mit den Tradiciones einen „Beitrag zur Frage des geistigen Aufbaus seines Landes“ zu leisten. Anhand verschiedener Quellen wie Volksliedern, Sprichwörtern, Reisebüchern, Schmähschriften und Missionsberichten usw. entwickelt er ein allumfassendes Bild von Peru. Mit seinen Geschichten von „Alltagsbräuchen, Kirchenfesten, Familienszenen, militärischen Unternehmungen, Klatsch und Histörchen, Folklore und Kulturgut“ gelang ihm die „Nationalisierung des kolonialen Erbes“ Perus, so Cornejo Polar.

### Sprache und Stil
Nach Enrique Pupo-Walker bewirkte Ricardo Palma, als einziger lateinamerikanischer Autor, die Entwicklung einer unbestreitbar malerischen und phantasievollen Lebhaftigkeit in seinen Werken. Das Besondere liegt somit vor allem in der sprachlichen Gestaltung seiner Texte. Die Tradiciones peruanas zeigen für Leo Pollmann „[…] den Weg in eine neue Sprache peruanischer Wirklichkeit“. Seine kultivierte Ausdrucksweise lässt zwar einen starken Einfluss der Autoren des Siglo de Oro spüren, jedoch bleibt kein Zweifel an der peruanischen Herkunft. Er bereicherte das Spanische mit Neologismen, Amerikanismen sowie volkstümlichen Wendungen. Während die einen somit sein typisch peruanisches Spanisch betonen, loben ihn die anderen vor allem für die Kunstfertigkeit, mit welcher er Vulgarismen und altmodische Gelehrtenbegriffe zu verbinden verstand. Anderson Imbert meinte daher zu dieser Problematik, dass „bei Palma noch das Artistische viel Umgangssprachliches an sich hat und umgekehrt seine Art und Weise zu plaudern viel Literatur“.
Ricardo Palma selbst war sehr überzeugt von seiner Art des Spanischen und meinte zu dieser Sprachnormdiskussion, ironisch und doch selbstbewusst, dass er für seinen Stil doch ebenso große Anerkennung wie Cervantes verdiene.
Ironie war sowieso eine der größten Fertigkeiten Palmas. Er war der Meister der Pointe. Seine Art des Humors, von Peruanern auch „Chispa“ genannt, entsteht aus einem „trockenen Mutterwitz des natürlich empfindenden Menschen“.

### Kritik an der Gattung der Tradición
Kritik an der Form der Tradición und vor allem an der speziellen Sprache, auf die sich in hohem Maße das Selbstbewusstsein des peruanischen Autors stützte, hatte Manuel González Prada, ein Zeitgenosse Ricardo Palmas, anzubringen. Er meinte: „Stilistische und sprachliche Wahrheit ist gleichbedeutend mit Wahrheit überhaupt. Für die Gegenwart die Sprache und Redewendungen vergangener Jahrhunderte zu benutzen, ist nichts anderes als Lüge, Sprachfälschung. Da Wörter Ideen ausdrücken, ihr eigenes Medium haben, in dem sie entstehen und leben, ist das Auftauchen eines antiquierten Ausdrucks in einem modernen Sprachwerk der Inkrustation des kristallinen Auges einer Mumie auf der Stirn eines Greises vergleichbar.“

## Rezeption
Nach der Meinung José Miguel Oviedos kann man alles, was die peruanische Romantik hervorgebracht hat, – sei es in der Lyrik, Epik oder Dramatik – im Großen und Ganzen eigentlich abschreiben, ohne dabei wirklich etwas zu verlieren. Jedoch erwähnt er, dass es eine große Ausnahme gibt: Ricardo Palma. Er überrage nicht nur seine Zeitgenossen, sondern wurde zu einer bedeutenden Figur der spanischsprachigen Prosa in Amerika sowie auch in Spanien.

## Werke
Übersetzungen
- Auswahl aus den Tradiciones Peruanas. J. Groos, Heidelberg 1928.
- Peruvian Traditions. Oxford University Press, Oxford 2004, ISBN 978-0-19-515909-7.

Gesamtausgabe
- Palma, Ricardo (Autor), Edith Palma (Hrsg.): Tradiciones peruanas completas. Aguilar, Madrid 1964.